# Uklon elektronov
Uklon elektronov je možen zaradi valovne narave elektronov. Sam uklon elektronov je tehnologija v kateri pošiljamo elektrone z veliko hitrostjo na vzorec in opazujemo interferenčne pojave. To je možno zato, ker se elementarni delci obnašajo tudi kot valovi. 

## Valovna dolžina elektronov
Valovno dolžino elektronov izračunamo po enačbi, ki jo je leta 1924 uvedel francoski fizik Louis-Victor Pierre Raymond de Broglie (1892 – 1987). Po tej enačbi vsakemu snovnemu delcu pripada tudi valovna dolžina, ki se določi na naslednji način:
{\displaystyle \lambda ={\frac {h}{p}}}
kjer je 
- {\displaystyle h} Planckova konstanta
- {\displaystyle p} gibalna količina elektrona

Če se elektron pospešuje v električnem električnem potencialu {\displaystyle U\!}, je njegova hitrost na koncu pospeševanja enaka 
{\displaystyle v={\sqrt {\frac {2eU}{m_{0}}}}}
kjer je 
- {\displaystyle v\!} končna hitrost elektrona
- {\displaystyle e\!} osnovni naboj (elektrona)
- {\displaystyle m_{0}\!} mirovna masa elektrona

Iz tega dobimo valovno dolžino
{\displaystyle \lambda ={\frac {h}{p}}={\frac {h}{m_{0}v}}={\frac {h}{\sqrt {2m_{0}eU}}}\!}
Podobno kot v elektronskem mikroskopu je potencialna razlika (razlika potencialov je napetost), ki jo preleti elektron nekaj 10 000 V. To elektrone pospeši do hitrosti, ki je blizu svetlobni hitrosti. Pri takšni hitrosti je potrebno upoštevati relativistične efekte in tako dobimo za valovno dolžino obrazec:
{\displaystyle \lambda ={\frac {h}{\sqrt {2m_{0}eU}}}{\frac {1}{\sqrt {1+{\frac {eU}{2m_{0}c^{2}}}}}}}
kjer je
- {\displaystyle c\!} hitrost svetlobe
- ostale oznake so enake kot zgoraj

Valovne dolžine v vrstičnem elektronskem mikroskopu (SEM) z napetostjo 10 kV je 12,3 x 10-12 m (to je 12,3 pm). V 200 kV prosojnem elektronskem mikroskopu (TEM) pa je valovna dolžina 2,5 pm. (za primerjavo: valovna dolžina rentgenskih žarkov, ki se uporabljajo pri uklonskih poskusih, je 100 pm).